# Xã Myrtle, Quận Oregon, Missouri
Xã Myrtle (tiếng Anh: Myrtle Township) là một xã thuộc quận Oregon, tiểu bang Missouri, Hoa Kỳ. Năm 2010, dân số của xã này là 388 người.